# Яджурведа
«Яджу́рве́да» (санскр. यजुर्वेद, IAST: yajurveda) — одна из четырёх индуистских Вед. В основной части «Яджурведы», называемой Самхита, содержатся мантры, предназначенные для совершения жертвоприношений ведийской религии. В дополнительных текстах, Брахманах и Шраута-сутрах, описывается то, как исполнять ритуалы и жертвоприношения и даётся философское толкование мантр, изложенных в основной части «Яджурведы».
«Яджурведа» (санскр. यजुर्वेद, IAST: yajurveda) — сложное слово, состоящее из двух частей यजुस्, IAST: yajus — «правила жертвоприношений» и वेद, IAST: veda — «знание». По мнению большинства учёных, «Яджурведа» была составлена в начале железного века, около X века до н. э., и отражала практики ведийской религии тех времён.
В «Яджурведе» содержатся первые известные упоминания чисел до триллиона («парардха»). В ней также обсуждается концепция числовой бесконечности («пурна», «полнота»). В частности, там говорится, что если вычесть «пурну» из «пурны», — получится «пурна».
«Яджурведа» состоит из двух основных Самхит: Шукла («белая») и Кришна («чёрная»). Обе содержат в себе мантры, необходимые для проведения ведийских ритуалов, но в «Кришна-Яджурведе» в состав основной Самхиты входит дополнительный комментарий в прозе, тогда как в «Шукла Яджур-веде» комментарии были выделены в отдельную Брахману — «Шатапатха-брахману».

## Шукла-Яджурведа
Существуют две практически одинаковые шакхи, или редакции, «Шукла-Яджурведы», которые вместе называются «Ваджасанейи-самхита»:
- Мадхьяндиния-шакха
- Канва-шакха

Первая популярна в Северной Индии, Гуджарате и Махараштре (севернее от Нашика) и имеет многочисленных последователей. Вторая популярна в Южной Индии — Карнатаке, Керале, Андхра-Прадеш, Тамил-Наду и Ориссе. Принято считать, что Сурешварачарья, один из четырёх главных учеников Шанкары, следовал Канва-шакхе. Ведийские ритуалы в вайшнавском храме Ранганатхасвами в Шрирангаме, самом большом вайшнавском храме в Индии, также выполняются в соответствии с Канва-шакхой.
В состав «Шукла-Яджурведы» входят две Упанишады: «Ишавасья-упанишада» и «Брихадараньяка-упанишада». «Брихадараньяка-упанишада» — самая объёмная из всех Упанишад.
«Ваджасанейи-самхита» состоит из сорока глав, или адхьяй, в которых содержатся формулы, используемые в различных ритуалах.

## Кришна-Яджурведа
Существуют четыре шакхи «Кришна-Яджурведы»:
- Тайттирия-самхита (ТС)
- Майтраяни-самхита (МС)
- Чарака-катха-самхита (КС)
- Капиштхала-катха-самхита (КапС)

К каждой рецензии принадлежат или принадлежали определённые Брахманы, к некоторым из них также относятся «Шраута-сутры», «Грихья-сутры», Араньяки, Упанишады и Пратишакхьи.
Наиболее известной из этих рецензий является «Тайттирия-самхита» (ТС), названная в честь Титтири, ученика Яски. Она состоит из 8 книг, или канд, подразделяющихся на главы, или пратапатхаки, в состав которых входят сборники гимнов. Отдельные гимны из этой Самхиты имеют особое значение в индуизме. Так, например, ТС 4.5 и ТС 4.7 — это «Рудра-сукта», а 1.8.6 — повторяется шиваитская мантра «Махамритьюмджая-мантра» (впервые в Риг-веде, 7.59.12). Мантра «бхур бхувах суваха», предваряющая мантру из Ригведы «Гаятри» (Ригведа, 3:62:10) — также из «Яджурведы», где она упоминается четыре раза.
Рецензия «Тайттирия-самхита» «Кришна-Яджурведы» наиболее распространена в Южной Индии. Тайттирия-шакха состоит из «Тайттирия-самхиты» (имеющей семь канд), «Тайттирия-брахманы» (имеющей три канды), «Тайттирия-араньяки» (имеющей семь прашн), «Тайттирия-упанишады» (имеющей три прашны или валли) — Шикша-валли, Ананда-валли и Бхригу-валли — и «Маханараяна-упанишады». «Тайттирия-упанишада» и «Маханараяна-упанишада» считаются седьмой, восьмой, девятой и десятой прашнами Араньяки. Термины «прапатхака» и «канда» (обозначающие разделы) в ведийской литературе взаимозаменяемы. «Прашна» и «валли» относятся к разделам Араньяки.
«Тайттирия-самхита» является самым поздним добавлением в Кришна-Яджурведу.

## История появления «Кришна-Яджурведы» и «Шукла-Яджурведы»
История гласит, что ведийский провидец Яджнавалкья изучал «Яджурведу» под руководством мудреца Вайшампаяны, своего дяди по матери. Яджнавалкья родился дабы исполнить определённые цели богов. Его называли Экасандхиграхи, — он был настолько умён, что запоминал всё, услышав только один раз.
Однажды, Вайшампаяна сильно разгневался на Яджнавалкью за то, что тот возгордился своей учёностью. В гневе, Вайшампаяна потребовал своего ученика отдать назад ранее переданное ему знание «Яджурведы».
По требованию своего гуру, Яджнавалкья изверг всё приобретённое от своего учителя знание в форме пищи. Другие ученики Вайшампаяны приняли облик куропаток и съели извергнутую еду, представлявшую собой знание, которое они жаждали получить.
На санскрите куропатка называется «титтири». Так как птицы титтири «съели» эту Веду, она получила название «Тайттирия Яджурведы». Она также известна как «Кришна-Яджурведа» («Чёрная Яджурведа»), по причине того, что представляет собой извергнутую субстанцию.
После этого Яджнавалкья решил более не принимать человеческого гуру и стал поклоняться богу Солнца Сурье с целью получить от него части Вед, неизвестные даже его предыдущему духовному учителю Вайшампаяне.
По прошествии какого-то времени, бог Солнца, удовлетворённый аскезами Яджнавалкьи, принял форму коня и поведал мудрецу другую часть «Яджурведы», доселе неизвестную человечеству. Так как эта часть «Яджурведы» была получена от бога Солнца, она называется «Шукла-Яджурведа» («Белая Яджурведа»). Она также известна как «Ваджасанея-самхита», так как Сурья поведал её в облике коня (слово «ваджи» на санскрите означает «конь»). Яджнавалкья разделил «Ваджасанея-самхиту» на пятнадцать частей, каждая из которых состоит из тысяч Яджур-мантр. Такие риши как Канва, Мадхьяндина и другие создали известные шакхи, названные их именами.